# Заобрудомський заказник
Заобрудомський заказник — гідрологічний заказник місцевого значення. Об'єкт розташований на території Звенигородського району Черкаської області, село Водяники.
Площа — 6,9 га, статус отриманий у 1979 році.
Охороняється комплекс водно-болотних угідь з типовою рослинністю.